# Bombus exil
Bombus exil là một loài Hymenoptera trong họ Apidae. Loài này được Skorikov mô tả khoa học năm 1923.